# Microdaemon infuscatus
Microdaemon infuscatus là một loài bọ cánh cứng trong họ Ptilodactylidae. Loài này được Kolbe miêu tả khoa học năm 1897.